# The United States Steel Hour
L'ora dell'acciaio degli Stati Uniti (The United States Steel Hour) è una serie televisiva statunitense in 252 episodi trasmessi per la prima volta nel corso di 10 stagioni dal 1953 al 1963.
È una serie di tipo antologico in cui ogni episodio rappresenta una storia a sé. Gli episodi sono storie di genere vario, perlopiù drammatico, improntate su temi tragici e problematiche sociali, controverse e contemporanee. Deriva dalla popolare serie antologica radiofonica omonima andata in onda dal 1945 al 1953 sulle stazioni radio della ABC e della NBC. Sia la serie radiofonica che quella televisiva furono sponsorizzate dalla United States Steel Corporation. Nel corso della sua prima stagione in televisione, il programma si alternò settimanalmente con The Motorola Television Hour.
In Italia la serie è stata trasmessa dal 13 gennaio 2014 al 28 novembre 2015 su Telecapri News per 4 stagioni con i sottotitoli in italiano, mentre le altre sono inedite.

## Interpreti
La serie vide la partecipazione di numerose star degli anni 1950, molte delle quali interpretarono diversi ruoli in più di un episodio. Le guest star di rilievo includono Martin Balsam, Tallulah Bankhead, James Dean, Keir Dullea, Andy Griffith, Rex Harrison, Celeste Holm, Sally Ann Howes, Jack Klugman, Peter Lorre, Walter Matthau, Paul Newman, George Peppard, Suzanne Storrs, Albert Salmi, e Johnny Washbrook. Molti attori poi star del cinema a e della televisione, fecero il loro debutto televisivo in The United States Steel Hour. Griffith fece il suo debutto sullo schermo nell'episodio No Time For Sergeants di cui riprese il ruolo di protagonista nell'adattamento omonimo del 1958 sul grande schermo. Nel 1956-57, Read Morgan fece il suo debutto televisivo nel ruolo di un giovane pugile di nome Joey in due episodi intitolati Sideshow. L'attore bambino Darryl Richard, poi successivamente protagonista della sitcom The Donna Reed Show, fece il suo debutto nell'episodio The Bogey Man, andato in onda il 18 gennaio 1955. Nel 1960 Johnny Carson recitò con Anne Francis in Queen of the Orange Bowl.
- Richard Kiley (10 episodi, 1953-1961)
- Betsy Palmer (9 episodi, 1954-1960)
- Jeff Donnell (7 episodi, 1954-1962)
- Barry Morse (7 episodi, 1958-1961)
- Mona Freeman (7 episodi, 1960-1962)
- Patty Duke (6 episodi, 1958-1962)
- Jack Carson (6 episodi, 1954-1962)
- Hans Conried (6 episodi, 1954-1961)
- Edward Andrews (6 episodi, 1954-1959)
- Cathleen Nesbitt (6 episodi, 1956-1963)
- Biff McGuire (6 episodi, 1956-1959)
- Larry Blyden (6 episodi, 1958-1962)
- Faye Emerson (5 episodi, 1953-1961)
- Teresa Wright (5 episodi, 1954-1962)
- Diana Lynn (5 episodi, 1954-1961)
- June Lockhart (5 episodi, 1954-1959)
- Joseph Sweeney (5 episodi, 1954-1959)
- Lori March (5 episodi, 1954-1958)
- Frank Overton (5 episodi, 1954-1957)
- Alexander Clark (5 episodi, 1955-1960)
- Nehemiah Persoff (5 episodi, 1955-1958)
- Peter Mark Richman (5 episodi, 1956-1962)
- John McGovern (5 episodi, 1956-1961)
- Ruth White (5 episodi, 1958-1963)
- Robert Lansing (5 episodi, 1959-1963)
- Gene Hackman (5 episodi, 1959-1962)
- Glenda Farrell (5 episodi, 1960-1963)
- Fritz Weaver (4 episodi, 1956-1962)
- Eddie Albert (4 episodi, 1953-1962)
- Viveca Lindfors (4 episodi, 1953-1959)
- Henderson Forsythe (4 episodi, 1954-1963)
- Geraldine Brooks (4 episodi, 1954-1961)
- Nina Foch (4 episodi, 1954-1960)
- William Harrigan (4 episodi, 1954-1960)
- Jessie Royce Landis (4 episodi, 1954-1960)
- Heywood Hale Broun (4 episodi, 1954-1959)
- Ralph Bellamy (4 episodi, 1954-1957)
- Jack Klugman (4 episodi, 1954-1956)
- Edward Binns (4 episodi, 1954-1955)
- James Daly (4 episodi, 1955-1962)
- John McGiver (4 episodi, 1955-1962)
- Mary Astor (4 episodi, 1955-1960)
- Farley Granger (4 episodi, 1955-1958)
- Truman Smith (4 episodi, 1956-1963)
- Leora Dana (4 episodi, 1956-1962)
- Cliff Robertson (4 episodi, 1956-1961)
- Rex O'Malley (4 episodi, 1956-1960)
- Albert Salmi (4 episodi, 1956-1957)
- Lisa Daniels (4 episodi, 1956)
- John Beal (4 episodi, 1957-1963)
- Frank McHugh (4 episodi, 1957-1963)
- Ed Begley (4 episodi, 1957-1960)
- Arthur Hill (4 episodi, 1958-1962)
- Donald Moffat (4 episodi, 1958-1960)
- Frank Conroy (4 episodi, 1958-1959)
- Lloyd Bochner (4 episodi, 1961-1963)
- Keir Dullea (4 episodi, 1961-1963)
- Gaby Rodgers (3 episodi, 1957-1962)
- Betty Sinclair (3 episodi, 1953-1963)
- Phyllis Thaxter (3 episodi, 1953-1961)
- Cameron Prud'Homme (3 episodi, 1953-1958)
- Robert Preston (3 episodi, 1953-1955)
- Gary Merrill (3 episodi, 1953-1954)
- Orson Bean (3 episodi, 1954-1963)
- John C. Becher (3 episodi, 1954-1963)
- Ruth Ford (3 episodi, 1954-1961)
- Dan O'Herlihy (3 episodi, 1954-1961)
- Elizabeth Wilson (3 episodi, 1954-1960)
- Gertrude Berg (3 episodi, 1954-1959)
- Helen Hayes (3 episodi, 1954-1959)
- Mike Kellin (3 episodi, 1954-1959)
- Jerome Kilty (3 episodi, 1954-1958)
- Meg Mundy (3 episodi, 1954-1958)
- Alexander Scourby (3 episodi, 1954-1958)
- Walter Slezak (3 episodi, 1954-1958)
- Alan Hewitt (3 episodi, 1954-1957)
- George Mitchell (3 episodi, 1954-1957)
- Ben Astar (3 episodi, 1954-1956)
- Paul Newman (3 episodi, 1954-1956)
- Vaughn Taylor (3 episodi, 1954-1956)
- Franchot Tone (3 episodi, 1954-1956)
- Kenny Delmar (3 episodi, 1954-1955)
- Jamie Smith (3 episodi, 1954-1955)
- Wally Cox (3 episodi, 1955-1960)
- Conrad Janis (3 episodi, 1955-1960)
- Joe De Santis (3 episodi, 1955-1959)
- Sid Raymond (3 episodi, 1955-1959)
- Mel Ruick (3 episodi, 1955-1958)
- Philip Abbott (3 episodi, 1955-1957)
- Guy Raymond (3 episodi, 1955-1957)
- Katherine Squire (3 episodi, 1955-1957)
- Robert Ellenstein (3 episodi, 1955-1956)
- George Ives (3 episodi, 1955-1956)
- Bert Freed (3 episodi, 1955)
- Jackie Cooper (3 episodi, 1956-1963)
- Gracie Fields (3 episodi, 1956-1963)
- Donald Madden (3 episodi, 1956-1963)
- John Kerr (3 episodi, 1956-1962)
- George Grizzard (3 episodi, 1956-1961)
- Edith Meiser (3 episodi, 1956-1960)
- Kevin Coughlin (3 episodi, 1956-1958)
- Robert Culp (3 episodi, 1956-1958)
- Rip Torn (3 episodi, 1956-1958)
- Bennye Gatteys (3 episodi, 1956-1957)
- James Broderick (3 episodi, 1957-1962)
- Burt Brinckerhoff (3 episodi, 1957-1959)
- Dan Duryea (3 episodi, 1958-1963)
- Barry Sullivan (3 episodi, 1958-1962)
- Ruth McDevitt (3 episodi, 1958-1959)
- William Shatner (3 episodi, 1958)
- Carol Lawrence (3 episodi, 1959-1962)
- Nancy Kovack (3 episodi, 1959-1961)
- Gene Raymond (3 episodi, 1959-1961)
- Polly Rowles (3 episodi, 1959-1961)
- Nancy Wickwire (3 episodi, 1960-1963)
- Shepperd Strudwick (3 episodi, 1960-1962)
- Walter Greaza (3 episodi, 1961-1962)
- Simon Oakland (3 episodi, 1961-1962)
- Martin Sheen (3 episodi, 1962-1963)

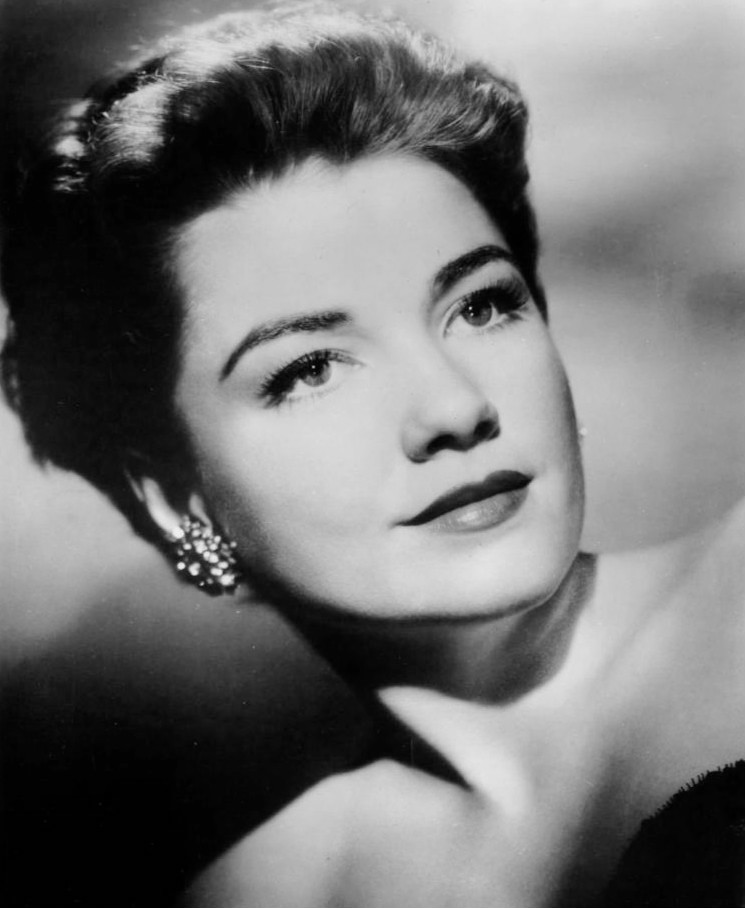
Anne Baxter
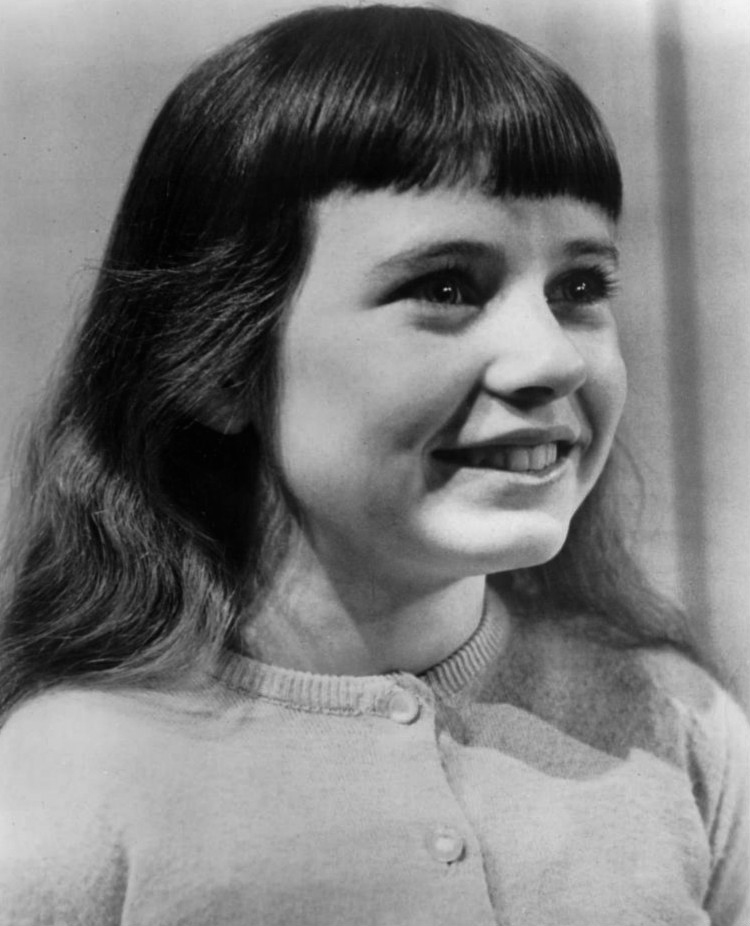
Patty Duke
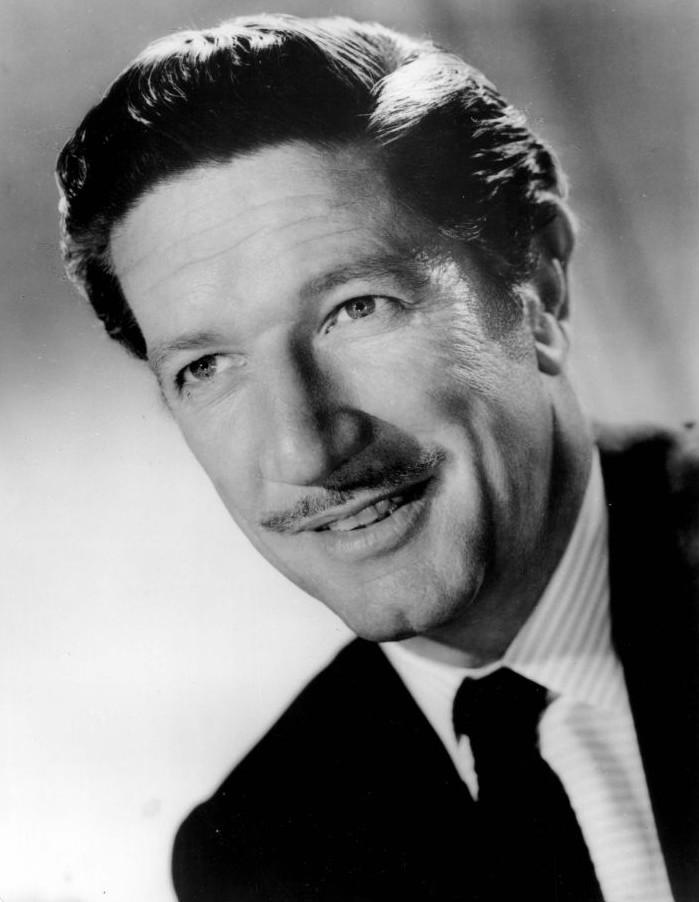
Richard Boone
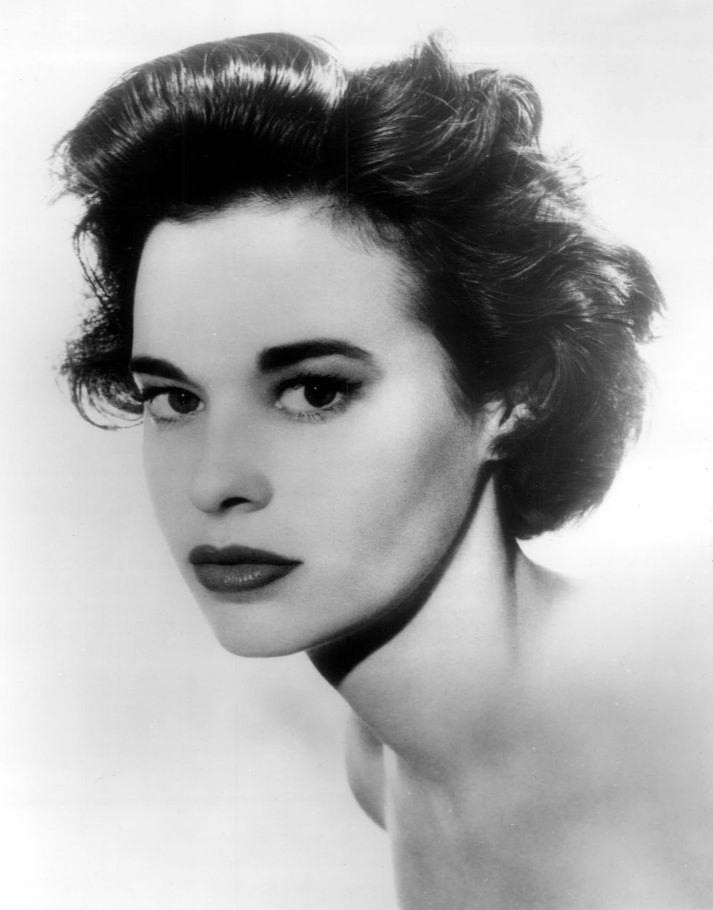
Gloria Vanderbilt
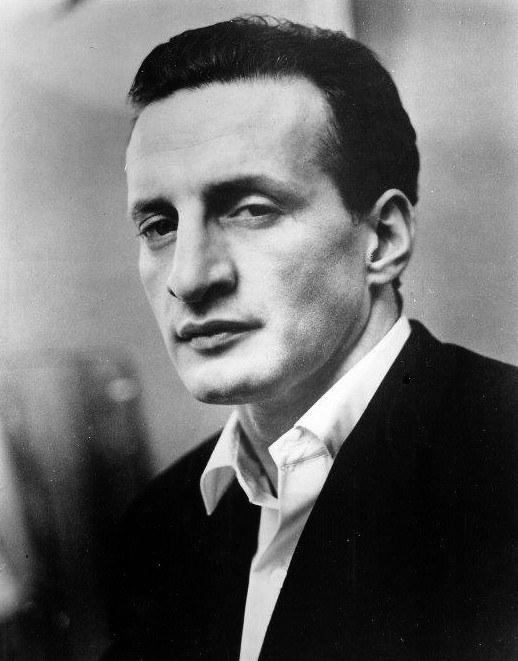
George C. Scott
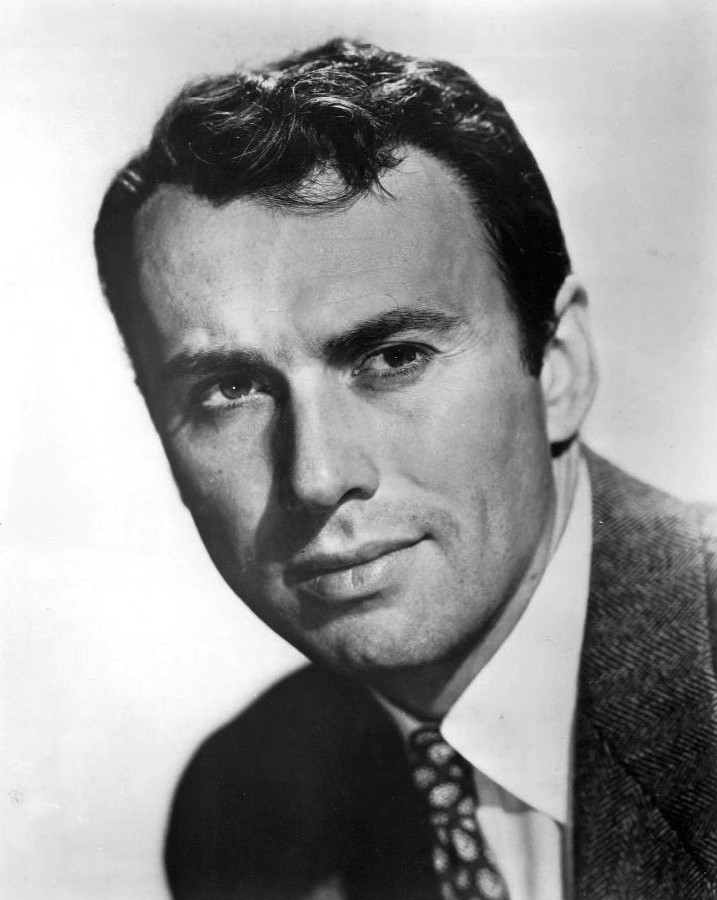
Richard Kiley
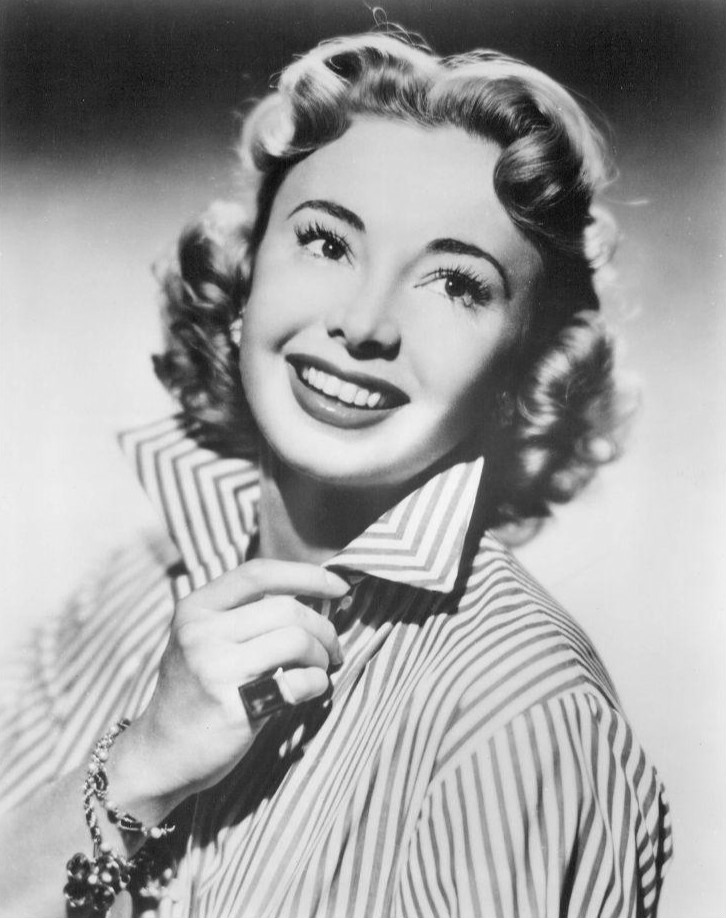
Audrey Meadows
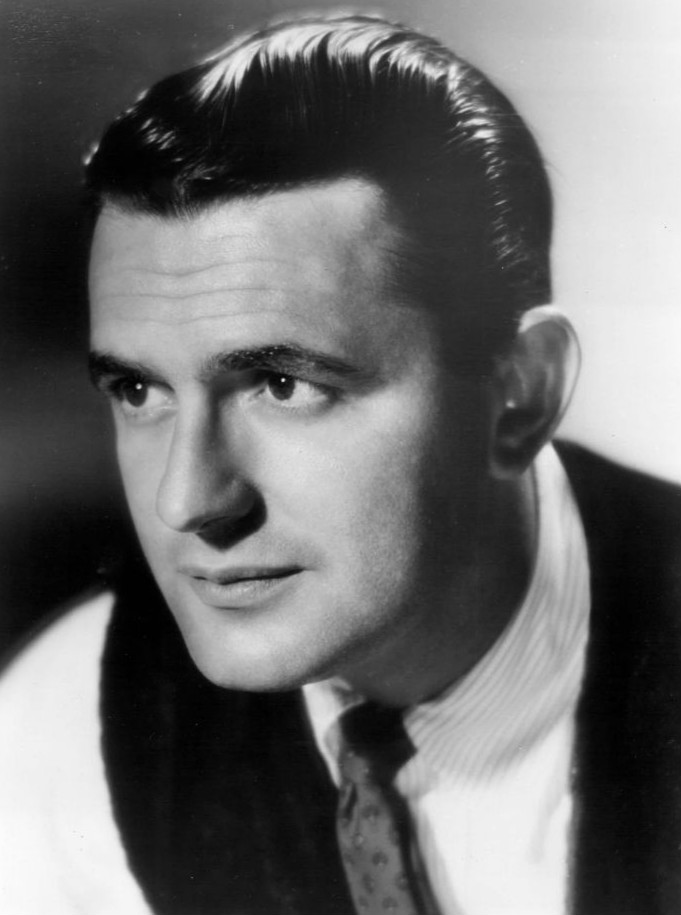
Larry Blyden
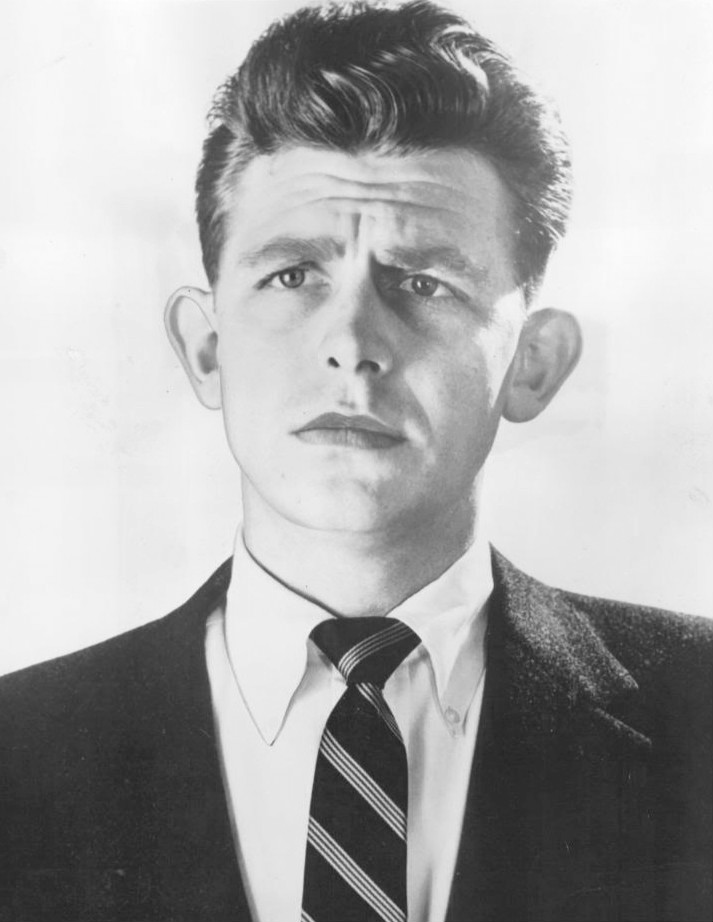
Andy Griffith

## Premi

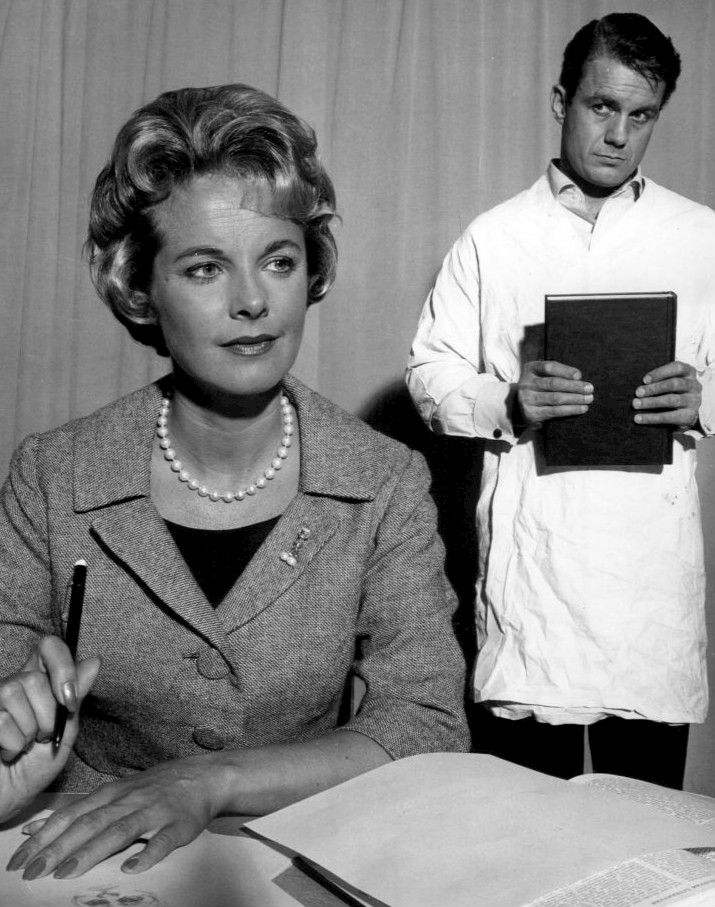
Cliff Robertson e Mona Freeman nell'episodio Two Worlds of Charlie Gordon. Robertson avrebbe poi ripreso il suo ruolo di Charlie nel film Charlie del 1968.

La serie vinse due Emmy Award nel 1954 come miglior programma drammatico e miglior nuovo programma. L'anno seguente vinse un Emmy come miglior serie drammatica, e Alex Segal fu candidato per la migliore regia. Ha ricevuto sette nomination agli Emmy nel 1956, una nel 1959 e una nel 1961. Nel 1962 è stata candidata per l'Hugo Award come miglior rappresentazione drammatica (episodio The Two Worlds of Charlie Gordon).

## Produzione
La serie fu prodotta da Theatre Guild e girata a New York. Le musiche furono composte da Frank Luther e Charles Sanford e Wladimir Selinsky.

### Registi
Tra i registi sono accreditati:
- Alex Segal in 11 episodi (1953-1956)
- Paul Bogart in 6 episodi (1960-1963)
- Tom Donovan in 5 episodi (1958-1962)
- Daniel Petrie in 3 episodi (1955-1957)
- Norman Felton in 2 episodi (1955-1956)
- Sidney Lumet in 2 episodi (1955)
- Don Medford in 2 episodi (1960-1962)
- Bruce Minnix in 2 episodi (1961)

### Sceneggiatori

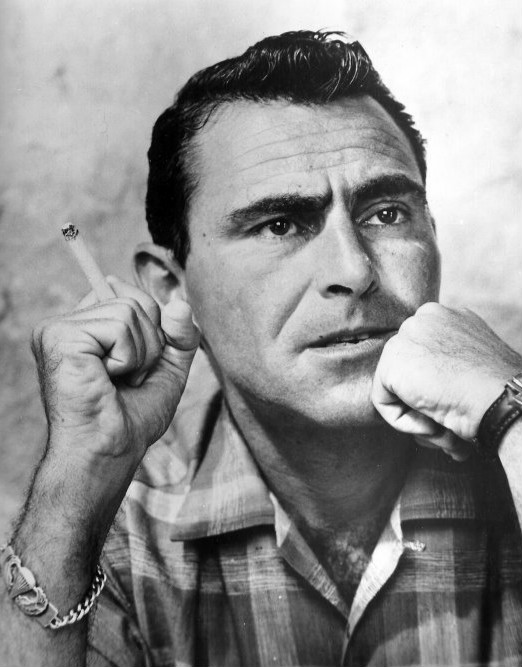
Rod Serling fu uno degli sceneggiatori della serie

Tra gli sceneggiatori sono accreditati:
- Arthur Arent in 9 episodi (1953-1955)
- Erik Barnouw in 4 episodi (1954-1960)
- Robert Van Scoyk in 4 episodi (1958-1961)
- Norman Lessing in 3 episodi (1953-1955)
- Raphael Hayes in 3 episodi (1954-1958)
- Frank D. Gilroy in 3 episodi (1954-1957)
- Morton Wishengrad in 3 episodi (1954-1956)
- Rod Serling in 3 episodi (1955-1956)
- David Davidson in 2 episodi (1953-1954)
- Sophie Treadwell in 2 episodi (1953-1954)
- Michael Dyne in 2 episodi (1954-1960)
- Robert Emmett in 2 episodi (1954-1955)
- Cyril Hume in 2 episodi (1954-1955)
- Joseph Julian in 2 episodi (1954-1955)
- Noel Langley in 2 episodi (1954-1955)
- Ira Levin in 2 episodi (1954-1955)
- Richard Maibaum in 2 episodi (1954-1955)
- Virginia Mazer in 2 episodi (1954)
- Ellen M. Violett in 2 episodi (1955-1963)
- Kay Arthur in 2 episodi (1955-1956)
- James Costigan in 2 episodi (1955)
- Ernest Pendrell in 2 episodi (1955)
- Ernest Kinoy in 2 episodi (1956-1961)
- Mort Thaw in 2 episodi (1956-1958)
- Mark Twain in 2 episodi (1956-1957)
- Anne Pearson Crosswell in 2 episodi (1957)
- Lee Pockriss in 2 episodi (1957)
- Stephen Vincent Benet in 2 episodi (1958-1961)
- Lucille Kallen in 2 episodi (1960-1961)
- Richard Stockton in 2 episodi (1961)

## Distribuzione
La serie fu trasmessa negli Stati Uniti dal 27 ottobre 1953 al 12 giugno 1963 sulla ABC (1953-1955) e poi sulla CBS (1955-1963).
La serie non è stata trasmessa al livello internazionale fino al 13 gennaio 2014 quando in Italia viene trasmessa al 28 novembre 2015 su Telecapri News per 4 stagioni con i sottotitoli in italiano, mentre le altre sono inedite.

## Episodi
| Stagione         | Episodi | Prima TV USA | Prima TV Italia |
| ---------------- | ------- | ------------ | --------------- |
| Prima stagione   | 23      | 1953-1954    | 2014            |
| Seconda stagione | 22      | 1954-1955    | 2014            |
| Terza stagione   | 32      | 1955-1957    | 2014-2015       |
| Quarta stagione  | 27      | 1957-1957    | 2015            |
| Quinta stagione  | 26      | 1957-1958    | inedita         |
| Sesta stagione   | 27      | 1958-1959    | inedita         |
| Settima stagione | 27      | 1959-1960    | inedita         |
| Ottava stagione  | 28      | 1960-1961    | inedita         |
| Nona stagione    | 26      | 1961-1962    | inedita         |
| Decima stagione  | 21      | 1962-1963    | inedita         |